# Harstad IL
Harstad IL is een Noorse voetbalclub uit Harstad, in de provincie Troms. De club werd in 1903 opgericht en speelt in de 2.divisjon. De thuiswedstrijden worden gespeeld in het Harstadstadion. De kleuren van HIL zijn geel-zwart.